# هندسة الأنسجة
هندسة النسج تختص بالاستفادة من علم الخلايا وعلم الهندسة الطبية الحيوية وعلم المواد الحيوية والكيمياء الحيوية يقوم المهندسون الجينيون بإنماء الأنسجة في المخبر بهدف استبدالها بأعضاء وأنسجة متضررة في جسم الإنسان
الحيوية للأنسجة الحيوية المختلفة (العظام، الجلد ،الخلايا الجذعية.. إلخ).
كما يدرس هذا العلم ما يعرف بجزيئة حيوية وما تتكون منه.

تعتبر الهندسة الجينية أحد فروع طب التجديد. تم استخدام مصطلح الهندسة الجينية أول مرة في عام 1987 أثناء اجتماع المؤسسة الوطنية الأميركية للعلوم. الهندسة الجينية بشكل خاص تعتبر مجالاً جديداً، لذا يوجد العديد من الأبحاث حول هذا الاختصاص. يتم أحياناً استعمال الطباعة البيولوجية الثلاثية الأبعاد في هذا المجال حيث يتم استخدام حبر خاصا من الخلايا الحية والمغذيات الطبيعية. يتم في بادئ الأمر بناء هيكل للنسيج أو العضو المطلوب، ثم يتم وضع طبقة من الخلايا فوقه، بعدها يوضع الهيكل في جهاز يشبه الفرن.

## تطبيقات

### تطبيقات جينية
يشمل هذا المجال علم الهندسة الجينية؛ والذي يتضمن تصنيع اللقاحات الجينية، وعلم المعالجة الجينية.ومن التقنيات المثيرة للجدل في هندسة الأنسجة تقنية الهندسة الوراثية وهي تكوين كائنات معدلة وراثيا. ولكن هذه التقنية تأتي بكائن أضعف من الكائن الذي أخذت منه الخلية الأولى وبالتالي يعتبر الاستخدام الأكثر فائدة لهذا العلم هو في إمكان زرع أعضاء جديدة مكان أعضاء تالفة أو معتلّة(مثل المثانة والأوعية الدموية، وربما القلب والكبد والبنكرياس وأعضاء أخرى).وتعتمد هذه التقنية على زرع خلايا جنينية غير متمايزة تعرف بالخلايا الجذعية الجنينية Embryonic Stem Cell.حيث تزرع هذه الخلايا الجذعية على قالب شبكي البنية له شكل العضو المعني، وتتألف (أسلاك) هذا القالب من مادة قابلة للتفكك أيدولوجياً Biodegradable. فتوضع الخلايا الجذعية الجنينية على سطوح القالب الخارجية والداخلية في عيون الشبكة وتبني العضو المعني.أما الخلايا الجذعية الجنينية، فتؤخذ حيث يكون الجنين في أسبوعه الثاني، وقبل أن تبدأ الخلايا في التباين، فهي لم تزل لم يكتب عليها أي اتجاه، ويمكن توجيهها في أي مسار تمايزي منشود فتدخلها على تركيب وسط الزرع، وذلك لأن ظفيرة ال DNA في هذه الخلايا الساذجة لم تمتلك نمطاً محدداً.وعلى الرغم من الفوائد التي تأتي بها هندسة النسيج حيث يمكن صناعة الأعضاء المعتلّة، إلا أن ذلك قد يكون على حساب الاتجار بالأجنة مستقبلاً.

### تطبيقات علاجية
1. إصلاح وترميم الغضاريف: ما يقارب 900 ألف إصابة في الغضاريف المفصلية تحدث سنوياً في الولايات المتحدة الأمريكية. الخلايا في هذه المنطقة لا تتكاثر عند البالغين، لذلك من الصعب التعافي من هذه الإصابات. يقوم المهندسون الجينيون بزراعة فتية خلايا في المناطق المصابة.
2. إصلاح وترميم العظام: ما يقارب 800 ألف مصاب يدخل المستشفى بسبب عظم مكسور سنوياً في الولايات المتحدة الأمريكية. في الكثير من الحالات لا يشفى العظم بالسرعة أو الشكل المطلوب، و عندها يتدخل المهندسون الجينيون ليزرعوا خلايا جزعية عظمية في الجزء المصاب من العظم.[2]

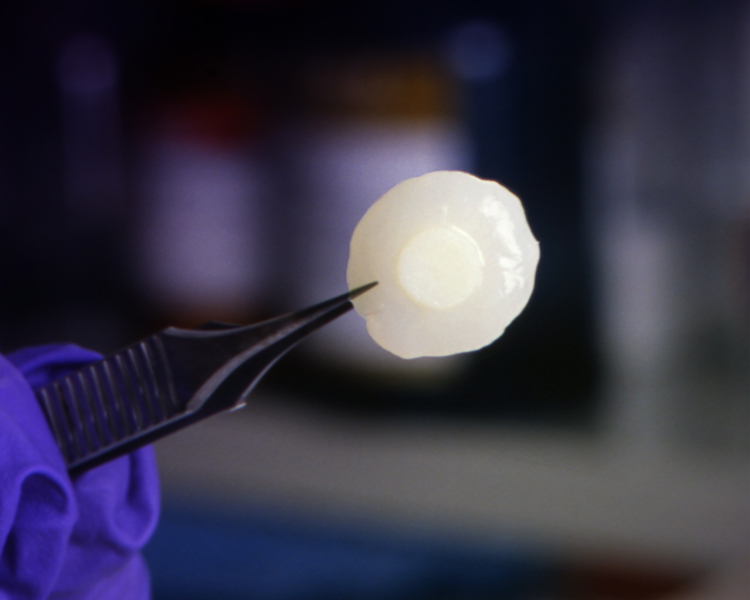
غضروف صناعي, (المصدر: الكومنز)

## أهداف هندسة النسج
الهدف الرئيسي من هندسة النسج هو مساعدة المرضى الذين بحاجة إلى زراعة أعضاء. آلاف المرضى يتوفون كل عام في أنحاء العالم و هم في انتظار عملية جراحية لاستبدال نسيج أو عضو مصاب بعضو مطابق لحاجتهم وحالتهم الصحية. صناعة هذه الأعضاء و النسج بشكل كامل خارج الجسم في المخبر بواسطة الخلايا الجذعية، وهي الآلية المسماة بخارج الحيوية أو ex-vivo باللغة الإنكليزية، يمكنه أن يساعد هؤلاء المرضى و يحميهم من الموت.أيضا يقوم المهندسون الجينيون بهندسة خلايا علاجية و حقنها في الجسم، وهي الآلية المسماة بداخل الحيوية أو in-vivo باللغة الإنكليزية.

## أهم ما قدمته هندسة النسج
على الرغم من أن هذا المجال ما يزال حديثاً، فقد تم تحقيق إنجازات عديدة فيه. من أهم هذه الإنجازات:
1. استخدام خلايا كبدية لإنتاج جهاز حيوي اصطناعي للكبد
2. صناعة بنكرياس اصطناعي الذي يقوم بإنتاج الأنسولين بواسطة خلايا جزر لانجرهانز
3. صناعة المثانة البولية الاصطناعية التي تم زرعها في العديد من المرضى وأعطت نتائج إيجابية.
4. صناعة جلد اصطناعي بواسطة الكولاجين لعلاج المصابين بحروق و أمراض جلدية.
5. صناعة غضاريف اصطناعية في المختبر [4]

## أهم الأعضاء التي يتم صناعتها في المختبر

### جلد اصطناعي
الجلد هو أكبر عضو في جسم الإنسان و يشكل %16 من كتلته. يقوم الجلد بحماية الجسم من الجراثيم و تتم حاسة اللمس من خلاله، لذلك يعتبر من أهم الأعضاء. تم إجراء العديد من الدراسات و البحوث لصناعة جلد في المختبر، و قد تكللت هذه المحاولات بالنجاح عام 2011. يوجد مصنع للأنسجة الجلدية البشرية في الولايات المتحدة الأمريكية يقوم بصناعة أنسجة تشبه إلى حد كبيرجلد الإنسان يبلغ حجمها حجم طابع البريد. يتم إنتاج 5 آلاف وحدة شهرياً من هذا المصنع. يعمل الباحثون حالياً على صناعة جلد اصطناعي مكون من طبقتين حيث يكون أشبه بالجلد الطبيعي من الجلد الاصطناعي الحالي.